# ヒデクチ・ナーンドル・シュタディオン
ヒデクチ・ナーンドル・シュタディオン（Hidegkuti Nándor Stadion）は、ハンガリー・ブダペストにあるサッカー専用スタジアム。MTKブダペストFCがホームスタジアムとして使用している。

## 概要
2015年11月16日、定礎式が行われてスタジアムの建設工事は着工した。翌年の2016年10月13日、MTKブダペストFC対ポルトガルのスポルティングCPの親善試合でこけら落としが行われた。この対戦カードは1963-64シーズンのUEFAカップウィナーズカップの決勝戦を再現した組み合わせでもある。
スタジアムの北と南には観客席が建設されていないため、コンクリートの壁で覆われている。UEFAのスタジアム規格では問題ないとされているが、専門家からは選手の安全面について疑問視されている。
スタジアム名は1950年代にMTKブダペストFCでプレーし、国を代表してヘルシンキ五輪や1954 FIFAワールドカップなどに出場したヒデクチ・ナーンドルから取られている。

## ギャラリー

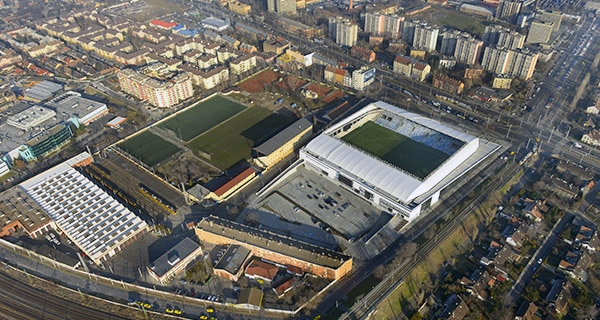
2017年に撮影された空撮
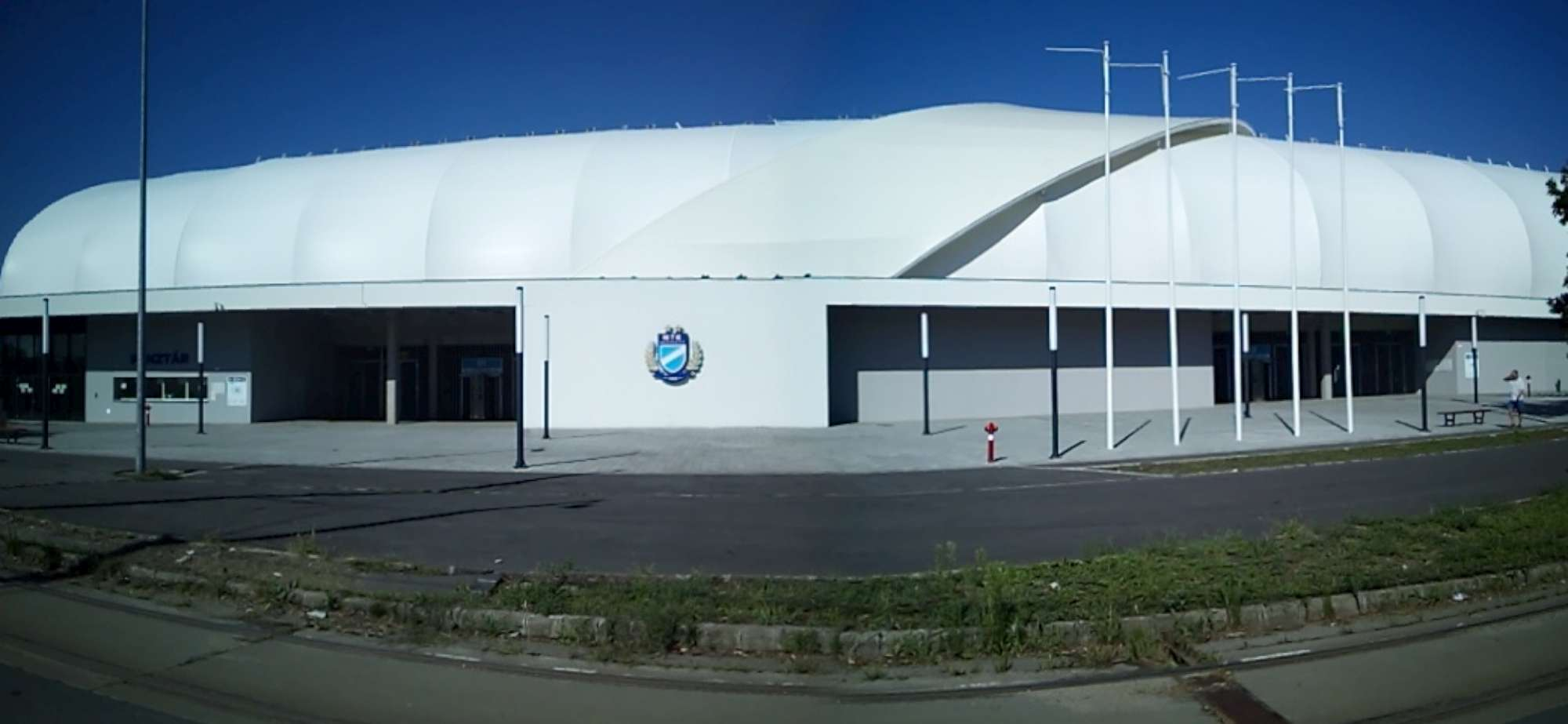
2017年の外観
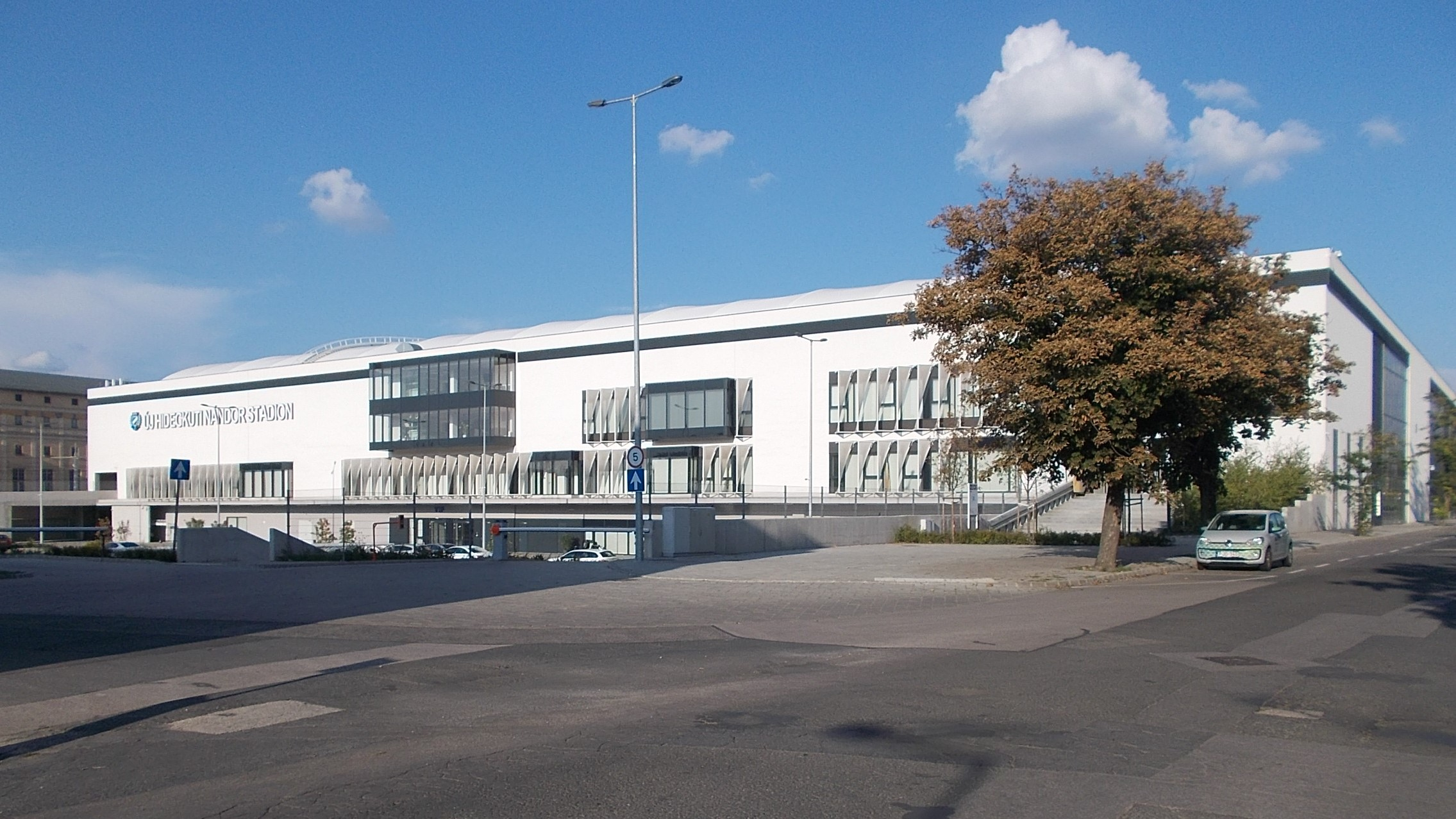
メインスタンド外観 (2018年)
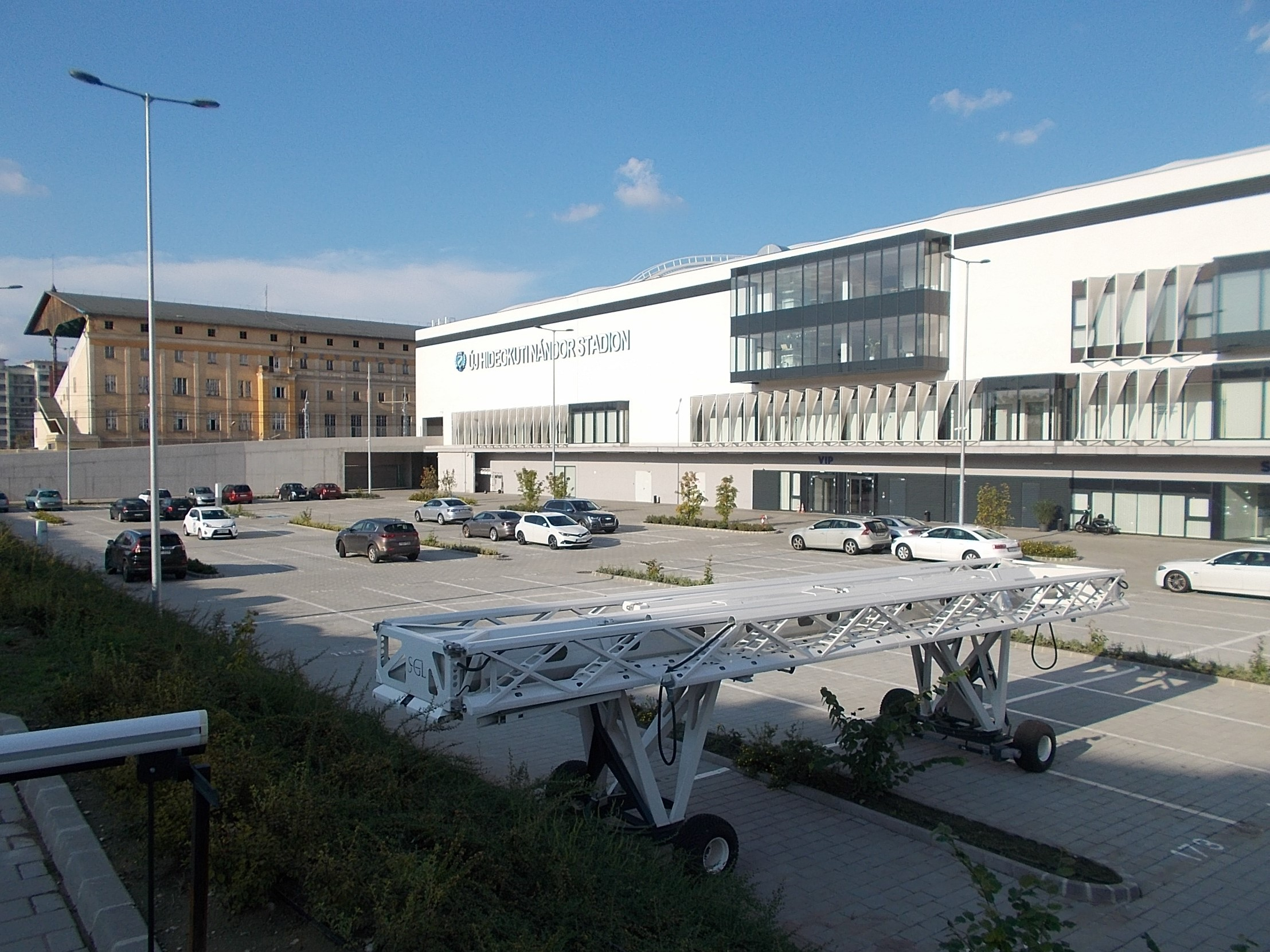
スタジアム駐車場